# Ассоциация конструкторов Формулы-1
Ассоциация конструкторов Формулы-1 (англ. Formula One Constructors' Association; сокр. FOCA) — организация конструкторов, которые проектируют и строят машины чемпионата мира Формула-1 FIA.

## История и деятельность
Была создана в 1974 году на основе прежде существовавшей организации Formula 1 Constructors Association (F1CA). Ведущие роли в ассоциации занимали Берни Экклстоун и Макс Мосли, сооснователь автогоночной команды  March Engineering. Также в руководство ассоциацией входили Фрэнк Уильямс, Колин Чепмен, Кен Тиррелл и Тедди Майер, которые представляли интересы их собственных команд, часто противостоя командам Ferrari, Matra и Alfa Romeo. Экклстоун стал исполнительным директором ассоциации в 1978 году, Мосли выполнял роль консультанта.
В начале 1980-х годов Ассоциация конструкторов Формулы-1 поссорилась с руководящим органом автомобильного спорта того времени — Fédération Internationale du Sport Automobile (FISA, Международная федерация автоспорта) на почве коммерческих прав на Формулу-1. Это привело к целой череде скандалов, и отмене результатов некоторых уже состоявшихся гонок в сезонах 1980—1982. Берни Экклстоун видел урегулирование конфликта в создании новой организации Formula One Administration (FOA), которая впоследствии вошла в Formula One Group.